# Impatiens leveillei
Impatiens leveillei är en balsaminväxtart som beskrevs av Joseph Dalton Hooker. Impatiens leveillei ingår i släktet balsaminer, och familjen balsaminväxter. Inga underarter finns listade i Catalogue of Life.